# Kleinalmerode
Kleinalmerode ist ein Stadtteil von Witzenhausen im nordhessischen Werra-Meißner-Kreis.

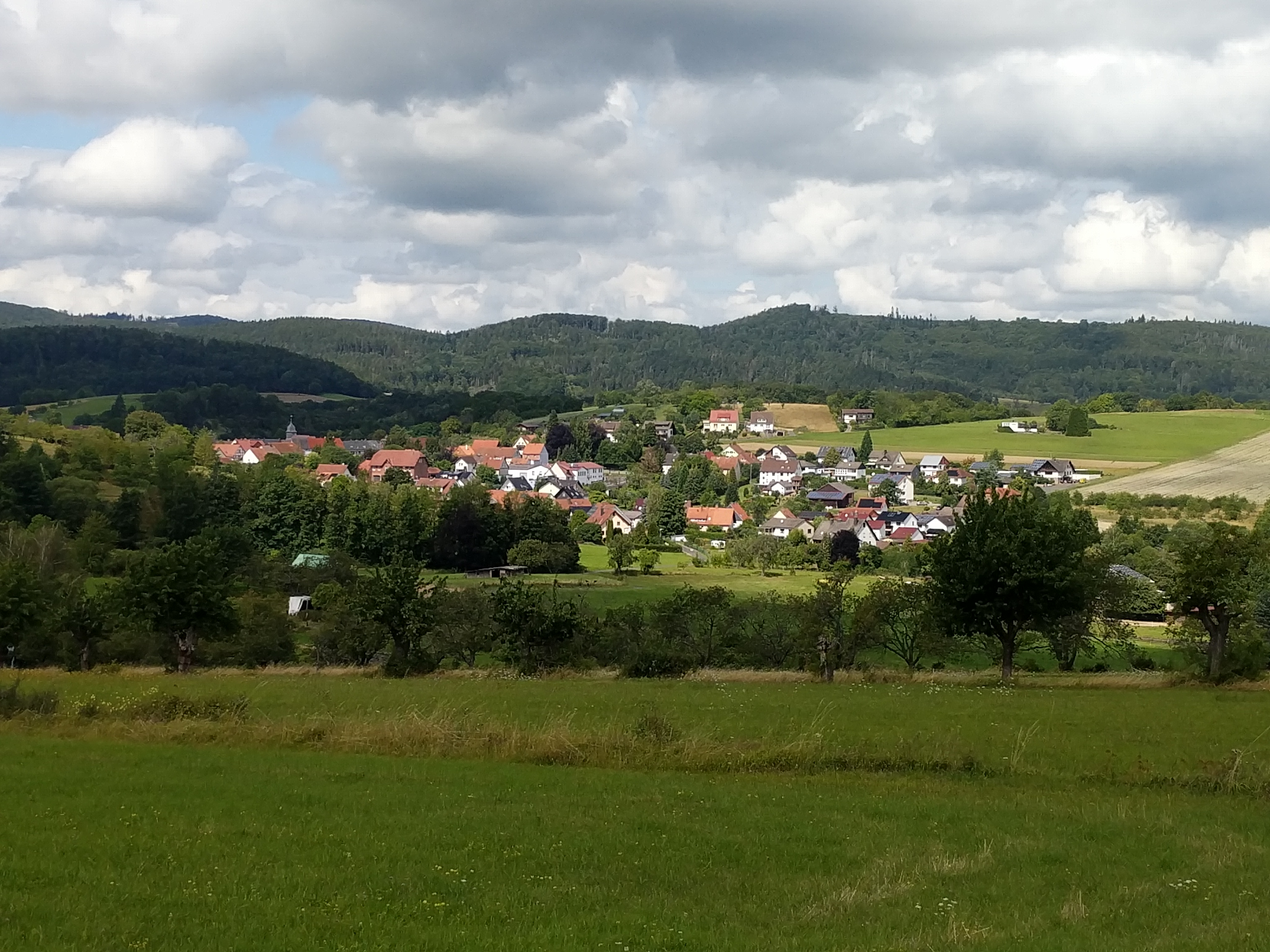
Kleinalmerode von Südosten

## Geographie
Kleinalmerode liegt am Rande des Kaufunger Waldes in Nordhessen, es gehört dem Geo-Naturpark Frau-Holle-Land an und liegt etwa fünf Kilometer westlich von Witzenhausen am Krummbach. Im Ort treffen sich die Landesstraßen 3237 und 3401.

## Geschichte

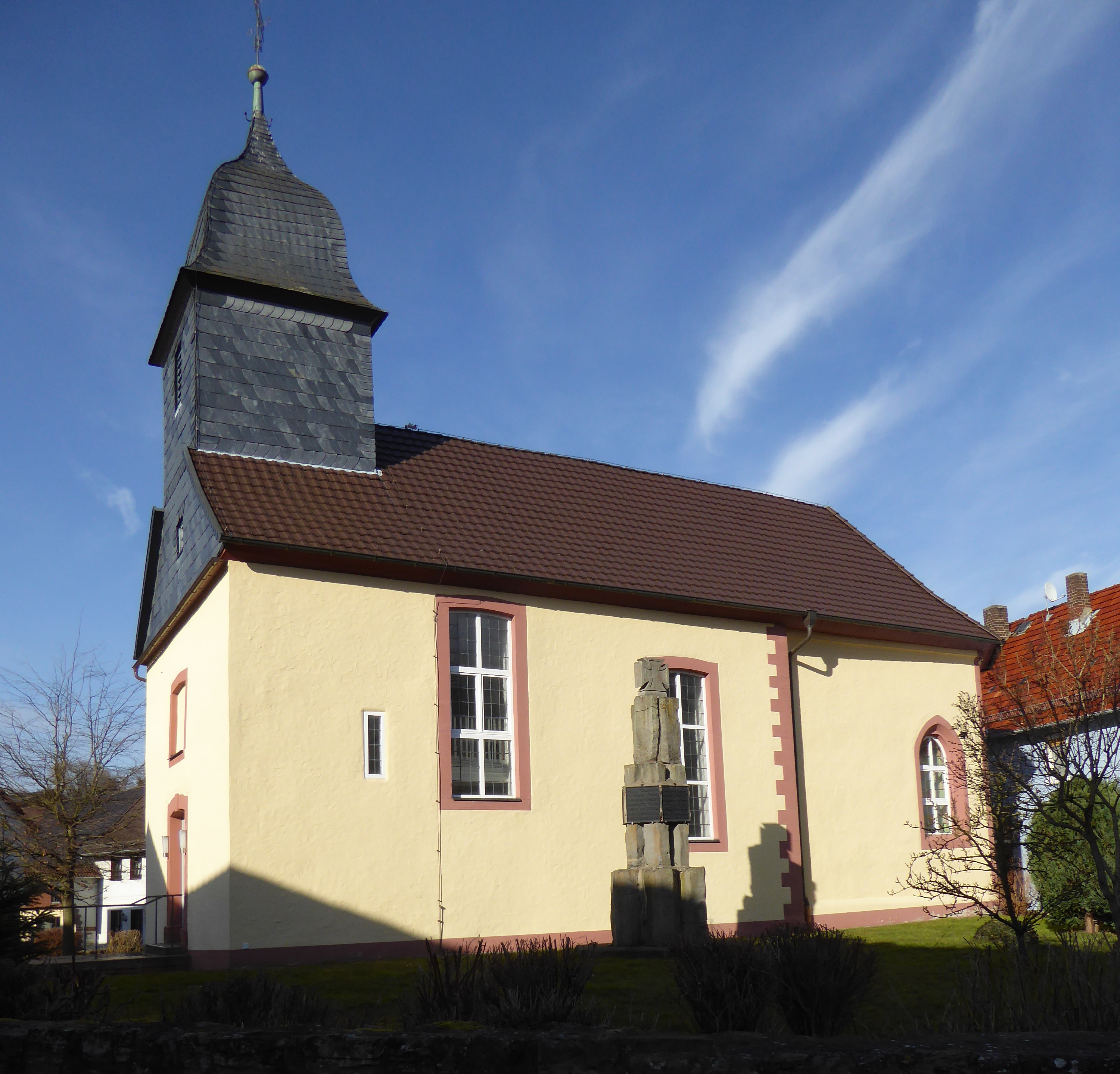
Evangelische Kirche

Erstmals urkundlich erwähnt wurde das Dorf im Jahre 1150. Der Ort gehörte bis 1821 zum hessischen Amt Ludwigstein/Witzenhausen und danach zum Landkreis Witzenhausen. Während der französischen Besetzung gehörte der Ort zum Kanton Witzenhausen im Königreich Westphalen (1807–1813).
Die evangelische Kirche, so wie sie heute aussieht, wurde 1836 gebaut.
Zum 1. Januar 1974 wurde die bis dahin selbständige Gemeinde Kleinalmerode im Zuge der Gebietsreform in Hessen kraft Landesgesetz in die Stadt Witzenhausen eingegliedert. Für die nach Witzenhausen eingegliederten, ehemals eigenständigen Gemeinden wurde je ein Ortsbezirk mit Ortsbeirat und Ortsvorsteher nach der Hessischen Gemeindeordnung gebildet.
Seit 2011 ist Kleinalmerode Austragungsort des Bilstein-Marathons.
2021 entstanden dort der Premiumweg P25 Kleinalmerode und der Kirschwanderweg 4.

## Bevölkerung

### Einwohnerstruktur 2011
Nach den Erhebungen des Zensus 2011 lebten am Stichtag, dem 9. Mai 2011, in Kleinalmerode 819 Einwohner. Darunter waren 6 (0,7 %) Ausländer. Nach dem Lebensalter waren 126 Einwohner unter 18 Jahren, 334 zwischen 18 und 49, 168 zwischen 50 und 64 und 195 Einwohner waren älter. Die Einwohner lebten in 354 Haushalten. Davon waren 102 Singlehaushalte, 102 Paare ohne Kinder und 108 Paare mit Kindern, sowie 15 Alleinerziehende und 12 Wohngemeinschaften. In 96 Haushalten lebten ausschließlich Senioren und in 222 Haushaltungen lebten keine Senioren.

### Einwohnerentwicklung
| Quelle: Historisches Ortslexikon |                                                                     |
| • 1575:                          | 67 Hausgesesse                                                      |
| • 1685:                          | 67 Hausgesesse                                                      |
| • 1747:                          | 83 Mannschaften mit 90 Feuerstellen; 398 Einwohner                  |
| • 1961:                          | 781 evangelische (= 86,87 %), 115 katholische (= 12,79 %) Einwohner |

| Kleinalmerode: Einwohnerzahlen von 1834 bis 2022 | Kleinalmerode: Einwohnerzahlen von 1834 bis 2022 | Kleinalmerode: Einwohnerzahlen von 1834 bis 2022 | Kleinalmerode: Einwohnerzahlen von 1834 bis 2022 | Kleinalmerode: Einwohnerzahlen von 1834 bis 2022 |
| --- | ------------------------------------------------ | ------------------------------------------------ | ------------------------------------------------ | ------------------------------------------------ |
| Jahr |                                                  |                                                  |                                                  | Einwohner                                        |
| 1834 | 1834                                             |                                                  | 675                                              | 675                                              |
| 1840 | 1840                                             |                                                  | 732                                              | 732                                              |
| 1846 | 1846                                             |                                                  | 766                                              | 766                                              |
| 1852 | 1852                                             |                                                  | 744                                              | 744                                              |
| 1858 | 1858                                             |                                                  | 707                                              | 707                                              |
| 1864 | 1864                                             |                                                  | 730                                              | 730                                              |
| 1871 | 1871                                             |                                                  | 718                                              | 718                                              |
| 1875 | 1875                                             |                                                  | 754                                              | 754                                              |
| 1885 | 1885                                             |                                                  | 711                                              | 711                                              |
| 1895 | 1895                                             |                                                  | 679                                              | 679                                              |
| 1905 | 1905                                             |                                                  | 740                                              | 740                                              |
| 1910 | 1910                                             |                                                  | 795                                              | 795                                              |
| 1925 | 1925                                             |                                                  | 749                                              | 749                                              |
| 1939 | 1939                                             |                                                  | 697                                              | 697                                              |
| 1946 | 1946                                             |                                                  | 909                                              | 909                                              |
| 1950 | 1950                                             |                                                  | 987                                              | 987                                              |
| 1956 | 1956                                             |                                                  | 923                                              | 923                                              |
| 1961 | 1961                                             |                                                  | 899                                              | 899                                              |
| 1967 | 1967                                             |                                                  | 973                                              | 973                                              |
| 1970 | 1970                                             |                                                  | 979                                              | 979                                              |
| 1980 | 1980                                             |                                                  | ?                                                | ?                                                |
| 1990 | 1990                                             |                                                  | ?                                                | ?                                                |
| 2000 | 2000                                             |                                                  | ?                                                | ?                                                |
| 2011 | 2011                                             |                                                  | 819                                              | 819                                              |
| 2015 | 2015                                             |                                                  | 756                                              | 756                                              |
| 2022 | 2022                                             |                                                  | 761                                              | 761                                              |
| Datenquelle: Historisches Gemeindeverzeichnis für Hessen: Die Bevölkerung der Gemeinden 1834 bis 1967. Wiesbaden: Hessisches Statistisches Landesamt, 1968. Weitere Quellen: ; Stadt Witzenhausen; Zensus 2011 |                                                  |                                                  |                                                  |                                                  |

## Persönlichkeiten
- Karl Köbrich (1843–1898), Bergbauingenieur und Bohrmeister
- Ernst Adam (1898–1971), Journalist
- Kurt Weitzmann (1904–1993), deutsch-amerikanischer Kunsthistoriker

## Politik
Für Kleinalmerode besteht ein Ortsbezirk (Gebiete der ehemaligen Gemeinde Kleinalmerod) mit Ortsbeirat und Ortsvorsteher nach der Hessischen Gemeindeordnung. Der Ortsbeirat besteht aus sieben Mitgliedern. Bei den Kommunalwahlen in Hessen 2021 betrug die Wahlbeteiligung zum Ortsbeirat 58,41 %. Alle Kandidaten gehörten der Liste „Gemeinsam für Kleinalmerode“ an. Der Ortsbeirat wählte Klaus Jatho zum Ortsvorsteher.